# Mark Henry
Mark Jerrold Henry (* 12. Juni 1971 in Silsbee, Texas) ist ein US-amerikanischer Kraftdreikämpfer, Gewichtheber, Strongman, Wrestler und Wrestlingkommentator, der derzeit bei All Elite Wrestling unter Vertrag steht. Er vertrat die USA bei zwei Olympischen Spielen im Gewichtheben in der Superschwergewichtsklasse. Sein größter Erfolg im Wrestling ist der Erhalt der World Heavyweight Championship bei WWE, in deren Hall of Fame er auch Mitglied ist.

## Privatleben
Henry lebt mit seiner Frau, seinem Sohn und seiner Tochter in Austin, Texas. Er ist der Cousin des ehemaligen Footballspielers Kevin Lerell Henry.

## Karriere im Kraftsport
Henry begann seine sportliche Karriere als Kraftdreikämpfer und Gewichtheber. Im Gewichtheben war er zweimaliger Teilnehmer an den Olympischen Spielen 1992 und 1996 und Silber-, Gold- und Bronzemedaillengewinner bei den Panamerikanischen Spielen 1995. Außerdem war Henry dreifacher US-amerikanischer Meister (1993, 1994 und 1995), American Open Sieger 1992, zweifacher US Olympic Festival Champion (1993 und 1994) und Nordamerikanischer- und Karibik-Meister (NACAC) 1996. 1996 stellte er drei US-amerikanische Rekorde im Gewichtheben auf.
Als Kraftdreikämpfer war er Weltmeister der World Drug-Free Powerlifting Federation (WDFPF) (1995), zweifacher US-amerikanischer Meister (USAPL) (1995 und 1997) und raw Weltrekordhalter in der Kniebeuge und im Kreuzheben. Er ist aktuell WDFPF-Weltrekordinhaber in der Kniebeuge, im Kreuzheben und Total sowie US-amerikanischer Rekordhalter im Kreuzheben in der U.S.A Powerlifting Liga (USAPL) seit 1995.
2002 belegte er den ersten Platz bei den ersten Arnold Strongman Classics, einen der prestige-trächtigsten jährlichen Strongman-Wettbewerbe. Dabei konnte er die crème-de-là-crème der internationalen Strongmen besiegen, wie den auf Platz eins gelisteten World’s Strongest Man-Gewinner von 2001 Svend Karlsen, den World’s Strongest Man von 2006 Phil Pfister und den Kraftdreikampf-Weltmeister und Weltrekordler Andy Bolton.

## Wrestling-Karriere

### World Wrestling Federation/Entertainment (1996–2021)

#### Nation of Domination und Sexual Chocolate (1996–2000)
Im Alter von 25 Jahren debütierte Henry im Sommer 1996 bei der World Wrestling Federation, nachdem er einen Zehnjahresvertrag unterschrieben hatte. Er besiegte in seinem ersten Match beim Pay-Per-View In Your House: Mind Games Jerry Lawler.
Am 23. August 1999 erhielt er die (mittlerweile eingestellte) WWE European Championship im Rahmen einer Storyline von Jeff Jarrett als Dank für seine Mithilfe, die WWE Intercontinental Championship und die European Championship beim SummerSlam zu gewinnen. Den Titel musste er allerdings knapp einen Monat später wieder abgeben.

#### Ohio Valley Wrestling und Fehde gegen Batista (2000–2006)
Henrys mangelnde ringerische Ausbildung führte dazu, dass ihn World Wrestling Entertainment WWE 2000 in die eigene Aufbauliga Ohio Valley Wrestling schickte. 2002 legte er für die Vorbereitung auf die Arnold Strongman Classic eine mehrmonatige Pause vom Wrestling ein. Nach seiner Rückkehr absolvierte er einige kleinere Auftritte, die jedoch ohne größeres Aufsehen blieben.
Am 1. März 2004 riss beim Training Henrys Quadrizeps. Nach Operation und anschließender Genesung bestritt er ab Februar 2005 wieder Shows bei Ohio Valley Wrestling.
Im Dezember 2005 kehrte Henry wieder zu SmackDown! zurück und fehdete gegen den damaligen World Heavyweight Champion Batista. Als Batista verletzungsbedingt eine Pause einlegen musste, kämpfte Henry laut Storyline gegen Kurt Angle um den für vakant erklärten Titel. Am 15. Juli 2006 beim Saturday Night’s Main Event erlitt Mark Henry bei einem 6-Man Tag Team Match eine schwere Knieverletzung und musste mehrere Monate pausieren sowie die Fehde mit Batista beenden.

#### Fehde gegen The Undertaker undECW Champion(2007–2010)

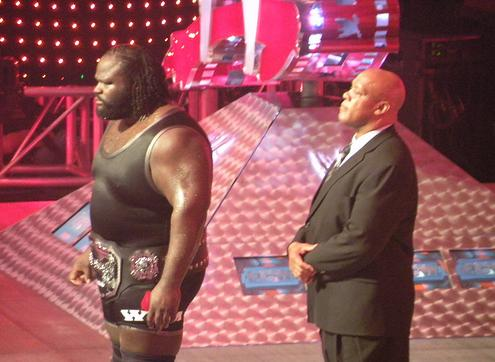
ECW Champion Henry, mit Atlas im Jahr 2008.

Ab Mitte Februar 2007 erschien er wieder in der Aufbauliga Ohio Valley Wrestling. Am 11. Mai 2007 kehrte er mit einer Attacke gegen den Undertaker zurück und fehdete gegen diesen.
Am 25. Juni 2008 wechselte die WWE ihn bei der Supplemental Draft zur Dienstagssendung ECW. Vier Tage später durfte er sich beim PPV Night of Champions in einem Triple Threat Match gegen Big Show und Kane durchsetzen und wurde somit neuer ECW Champion. Fortan stellte man ihm Tony Atlas als Manager zur Seite. Am 7. September 2008 musste er den Titel bei Unforgiven an Matt Hardy abgeben.
Am 29. Juni 2009 wechselte Henry, ohne Atlas, zur Montagssendung RAW, wo man ihn vor allem in Fehden um die WWE Tag Team Championship mit MVP als Partner steckte. In der zweiten Staffel von WWE NXT fungierte er als Pro von Lucky Cannon.

#### World Heavyweight Championund Hall of Pain (2011–2014)

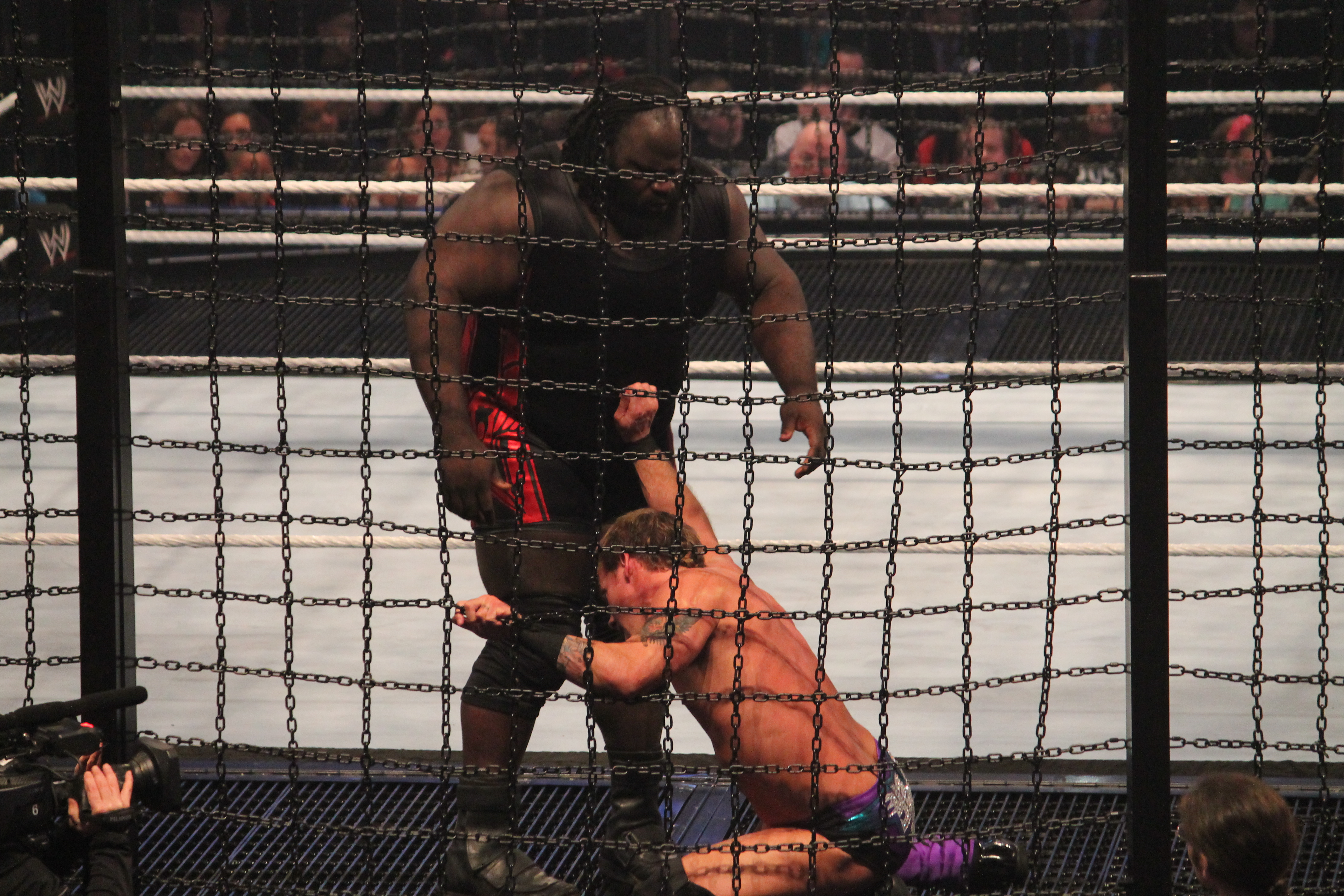
Mark Henry bei Elimination Chamber 2013.

Am 25. April 2011 wurde Henry durch den WWE Draft ins SmackDown-Roster gewechselt. Nach einer kurzen Fehde gewann Henry die World Heavyweight Championship bei der Veranstaltung Night of Champions am 18. September 2011 von Randy Orton.
Bei der Großveranstaltung WWE TLC: Tables, Ladders & Chairs 2011 am 18. Dezember 2011 verlor er den Titel an Big Show. Von Mai 2012 bis Februar 2013 pausierte Henry verletzungsbedingt.

#### Vereinzelte Auftritte und Aufnahme in die Hall of Fame (2015–2018)
Nachdem er in den Monaten zuvor kaum noch eingesetzt worden war, gab Henry Ende August 2017 sein Karriereende im Wrestling bekannt. Er hielt jedoch ein finales Match nicht für ausgeschlossen und will weiterhin mit der WWE zusammenarbeiten.
Am 6. April 2018 wurde Henry in die WWE Hall of Fame aufgenommen.

### All Elite Wrestling (seit 2021)
Mark Henry debütierte am 30. Mai 2021 bei der Veranstaltung Double or Nothing  bei All Elite Wrestling. Er soll dort die ab dem 13. August 2021 kommende AEW-TV-Show Rampage kommentieren sowie Coachingaufgaben übernehmen.

## Titel und Auszeichnungen

### Wrestling

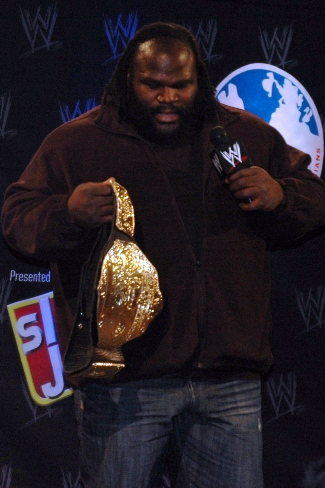
World Heavyweight Champion Mark Henry bei der Pressekonferenz für Tribute to the Troops 2011.

- World Wrestling Federation/Entertainment
  - Hall of Fame (Class of 2018)
  - World Heavyweight Championship (1×)
  - ECW Championship (1×)
  - WWF European Championship (1×)

### Gewichtheben
- Olympische Spiele
  - Teilnehmer an den Olympischen Sommerspielen 1992 in Barcelona – 10. Platz im Superschwergewicht[21]
  - Team Captain der Gewichtheber-Mannschaft bei den Olympischen Sommerspielen 1996 in Atlanta – 14. Platz im Superschwergewicht[21]
- Panamerikanische Spiele[4][7][22]
  - Silber-, Gold- und Bronze-Medaillengewinner im Superschwergewicht bei den Panamerikanischen Spielen 1995 in Mar del Plata, Argentinien[4][7][22]
- US-amerikanische Meisterschaften[5][23]
  - 1. Platz bei den US-amerikanischen Juniorenmeisterschaften 1991 im Superschwergewicht (+110 kg)[24]
  - 4. Platz bei den US-amerikanischen Seniorenmeisterschaften 1991 im Superschwergewicht (+110 kg)[25]
  - 3. Platz bei den US-amerikanischen Seniorenmeisterschaften 1992 im Superschwergewicht (+110 kg)[26]
  - 1. Platz bei den US-amerikanischen Seniorenmeisterschaften 1993 im Superschwergewicht (+108 kg)[27]
  - 1. Platz bei den US-amerikanischen Seniorenmeisterschaften 1994 im Superschwergewicht (+108 kg)[28]
  - 1. Platz bei den US-amerikanischen Seniorenmeisterschaften 1996 im Superschwergewicht (+108 kg)[29]
- Nordamerikanische und Karibik-Meisterschaften (NACAC)
  - 1. Platz bei den Nordamerikanischen und Karibik-Meisterschaften 1996 im Superschwergewicht[4]
- 'U.S. Olympic Festival Championships[30]
  - 1. Platz bei den U.S. Olympic Festival Championships 1993 im Superschwergewicht (+108 kg)[7]
  - 1. Platz bei den U.S. Olympic Festival Championships 1994 im Superschwergewicht (+108 kg)[7]
- USA Weightlifting American Open Championships
  - 2. Platz bei den American Open Gewichtheben Meisterschaften 1991 im Superschwergewicht (+110 kg)[31]
  - 1. Platz bei den American Open Gewichtheben Meisterschaften 1992 im Superschwergewicht (+110 kg)[6]
- Rekorde
  - US-amerikanischer Junioren Rekordhalter (+110 kg) im Reißen (162,5 kg), „Umsetzen und Stoßen“ (202,5 kg) und Gewichtheben-Zweikampf (362,5 kg) (1986–1992)[32]
  - US-amerikanischer Senioren Rekordhalter (+108 kg) im Reißen (180,0 kg), „Umsetzen und Stoßen“ (220,0 kg) und Gewichtheben-Zweikampf (400,0 kg) (1993–1997)[8][22]

### Kraftdreikampf
- Teilnahme Meisterschaften - High School Level
  - 2-mal 1. Platz bei den Texas State High School Powerlifting TEAM Meisterschaften (in Division I under Silsbee High School)[7][33]
  - 1. Platz bei den Texas State High School Powerlifting Meisterschaften 1988 im Superschwergewicht[7][34][35]
  - 1. Platz bei den Texas State High School Powerlifting Meisterschaften 1989 im Superschwergewicht[7][34][35]
  - 1. Platz bei den Texas State High School Powerlifting Meisterschaften 1990 im Superschwergewicht[7][34][35]
  - 1. Platz bei den US-amerikanischen High School Powerlifting Meisterschaften 1990 im Superschwergewicht im Alter von 18 Jahren[36]
  - Ergebnisse[36]: Total - 922 kg (377.5/227/317.5) - 2033 lbs (832/501/700)
- Teilnahme Meisterschaften - Junioren&Senioren Level
  - 1. Platz bei den Internationalen Juniorenmeisterschaften (20-23 Jahre) 1991 im Superschwergewicht im Alter von 20 Jahren[7][22]
  - 2. Platz bei den Men's USPF US-amerikanischen Seniorenmeisterschaften 1990 im Superschwergewicht im Alter von 19 Jahren[9]
  - 1. Platz bei den ADFPA (USAPL) US-amerikanischen Meisterschaften 1995 im Superschwergewicht im Alter von 24 Jahren[10]
    - Ergebnisse[10]: Total - 1050 kg (430.0/210.0/410.0) / 2314,9 lbs (947,9/462,9/903.9) raw mit Bandagen

  - 1. Platz bei den WDFPF (drogenfreie Liga) Weltmeisterschaften 1995 im Superschwergewicht im Alter von 24 Jahren[9]
    - Ergebnisse[9]: Total - 1060 kg (432.5/235.0/392.5) / 2336,9 lbs (953.5/518.1/865.3) raw mit Bandagen

  - 1. Platz bei den USAPL US-amerikanischen Meisterschaften 1997 im Superschwergewicht im Alter von 26 Jahren[9]
    - Ergebnisse[9]: Total - 1020 kg (410/225/385) - 2248.7 (903.9/496.0/848.8) raw mit Bandagen
- Rekorde*
  - Senior Level (24+ years)
    - Texas State Rekordhalter in der Kniebeuge mit 432,5 kg, im Kreuzheben mit 410 kg und dem Total mit 1060 kg im Superschwergewicht (+unabhängig von der Gewichtsklasse) seit 1995[37]
    - Ehemaliger raw Weltrekordhalter in der Kniebeuge mit 432,5 kg (953,5lbs) im Superschwergewicht (+unabhängig von der Gewichtsklasse) vom 29. Oktober 1995 bis Dezember, 2010**[15][38][39][40]
    - Ehemaliger raw Weltrekordhalter im Kreuzheben mit 410,0 kg (903,9 lbs) im Superschwergewicht (+unabhängig von der Gewichtsklasse) von Juli, 1995 bis Juli, 2008***[39][40]
    - Aktueller raw Weltrekordhalter in drogengetesteten Meets in der Kniebeuge mit 432,5 kg (953,5lbs) im Superschwergewicht (+unabhängig von der Gewichtsklasse) seit 29. Oktober 1995[40]
    - Aktueller raw Weltrekordhalter in drogengetesteten Meets im Kreuzheben mit 410,0 kg (903,9 lbs) im Superschwergewicht seit Juli, 1995[40][41]
    - Aktueller raw Weltrekordhalter in drogengetesteten Meets im Total mit 1060,0 kg (2336,9 lbs) im Superschwergewicht (+unabhängig von der Gewichtsklasse) seit 29. Oktober 1995[40]
    - Aktueller raw Amerikanischer Rekordhalter im Kreuzheben mit 410,0 kg (903,9 lbs) im Superschwergewicht (+unabhängig von der Gewichtsklasse) seit Juli, 1995[12]

  - Liga-Rekorde
    - World Drug-Free Powerlifting Federation (WDFPF) Weltrekorde
      - Aktueller WDFPF-Weltrekordhalter in der Kniebeuge mit 432,5 kg (953,5 lbs), im Kreuzheben mit 392,5 kg (865,3 lbs) und im Total mit 1060 kg (2336,9 lbs) im Superschwergewicht (+unabhängig von der Gewichtsklasse und Ausrüstung) seit 29. Oktober 1995 (kategorisiert als „open equipped“, aber ausgeführt nur in Singlet&Bandagen)[11]

    - U.S.A. Powerlifting (USAPL) US-amerikanische Rekorde
      - Aktueller USAPL US-amerikanische Rekordhalter im Kreuzheben mit 410,0 kg (903,9 lbs) im Superschwergewicht (+unabhängig von der Gewichtsklasse und Ausrüstung) seit Juli, 1995[12][13][14]
- spezielle Auszeichnungen
  - Als 18-jähriger High-School-Senior wurde Mark Henry im April 1990 von der Los Angeles Times „The World’s Strongest Teen-ager“ genannt: Henry gewann die US-amerikanischen High School Powerlifting Championships und brach dabei Kraftdreikampfweltrekorde für Jugendliche in der Kniebeuge mit 377 kg (832 lb) und im Total mit 922 kg (2033 lb).[36]
  - Mark Henry wurde 2007 ins „All-time Top 25 All-Mens US Powerlifting Nationals Team“ gewählt: Um den 25. Geburtstag der USAPL Nationalmeisterschaften zu feiern, wurde eine Liste der Top 25 Kraftdreikämpfer erstellt, die je an den Meisterschaften teilgenommen haben: The „USAPL Silver Anniversary Mens Nationals Team“.[13]
- unkomplett
  - übertroffen von Andrey Malanichev aus Russland am 19. Dezember 2010[42]
    - übertroffen von Konstantin Konstantinovs aus Lettland im Juli 2009[43]

### Strongman

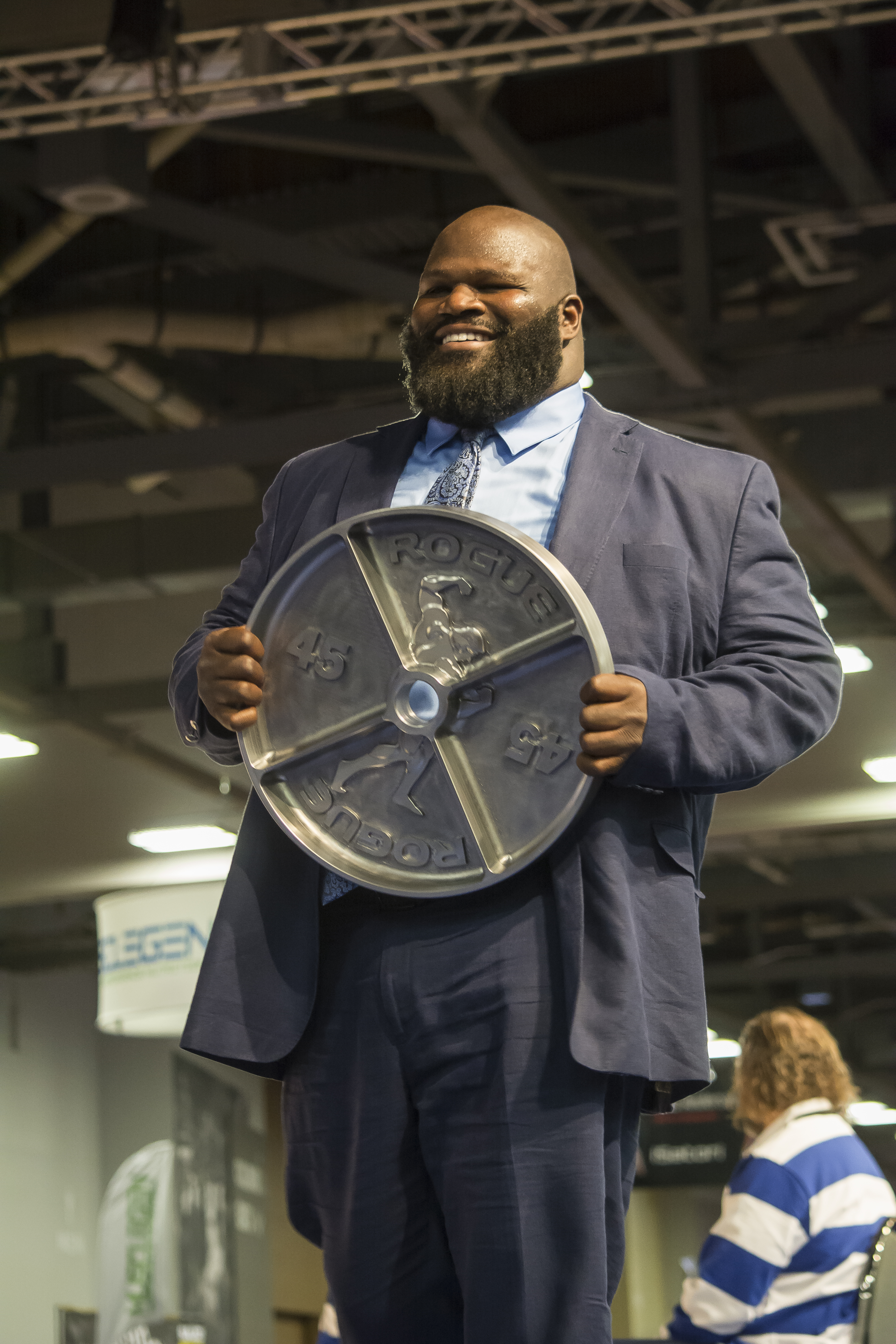
Mark Henry bei Arnold Classic 2017.

- 1. Platz bei der Arnold Strongman Classic 2002[4][15][16]
  - Vierter Mann in der Geschichte, der die „Apollon’s Achse“ (eine sich nicht drehende 365lb Langhantel mit einem 2 inch dicken Griff) vom Boden umsetzen und dann über den Kopf stemmen konnte.[44]
- Erster Mann in der Geschichte, der die „Thomas-Inch-Hantel“ (172 lbs; 2.47″ Griffdurchmesser) mit einer Hand vom Boden umsetzen und dann über den Kopf stemmen konnte (22. Juni 2002)[45][46] Tom Black, der über das Event für die Cyberpump-website schrieb, nannte das Heben der Hantel “the best documented feat of all the legendary performances and perhaps the most spectacular feat of strength ever performed.”[45][46]
- Die Bodybuilder-Zeitschrift Flex wählte Henry in ihrer Ausgabe von Mai 2008 zum „zweitstärksten Mann, der jemals lebte“ und somit noch vor Strongman- und Kraftdreikampflegende Bill Kazmaier. Übertroffen wurde Henry in der „Strength in Numbers“ genannten Liste lediglich vom sechsmaligen Arnold-Strongman-Classic-Gewinner Žydrūnas Savickas.[47][48]
- International Sports Hall of Fame
  - International Sports Hall of Fame (Class of 2012): Mark Henry wurde 2012 mit der ISHoF Mitgliedschaft für seine zwar kurze, aber außergewöhnlich erfolgreiche Karriere als Kraftdreikampf-Sportler, Gewichtheber und Strongman geehrt.[49] Zusammen mit Arnold Schwarzenegger, Cory Everson, Jack LaLanne, James Lorimer und Randy Couture ist er Mitglied der „Klasse von 2012“.[50]

### Persönliche Rekorde
- Kraftdreikampf
  - Kniebeugen: 432,5 kg (953,3 lbs)[9] raw mit Bandagen
  - Bankdrücken: 265 kg (585 lbs)[7]
  - Kreuzheben: 410,0 kg (903,9lbs)[7][9] raw
  - Total: 1.107,5 kg (2.442,2lbs)[9] raw mit Bandagen
- Gewichtheben-Zweikampf
  - Reißen: 180,0 kg (396,8 lbs)[29]
  - „Umsetzen und Stoßen“: 220,0 kg (485,0 lbs)[29]
  - Total: 400,0 kg (881,8 lbs)[29]
- Kombinierte Rekorde
- offizielle Gewichtheben-Total + offizielle Kraftdreikampf-Total = Supertotal:
  - 400,0 kg + 1060,0 kg = 1460,0 kg / 881,8 lbs + 2336,9 lbs = 3218,7 lbs

→ Aktuell höchstes Supertotal aller Zeiten (seit 1996)
- offizielle fünf Bestwerte aus jeder Gewichtheberdisziplin kombiniert: Reißen + „Umsetzen und Stoßen“ und Kniebeugen + Bankdrücken + Kreuzheben = Five-Lift-Combined-Total:
  - 180,0 kg + 220,0 kg + 432,5 kg + 235,0 kg + 410,0 kg = 1477,5 kg / 396,8 lbs + 485,0 lbs + 953,5 lbs + 518,1 lbs + 903,9 lbs = 3257,3 lbs raw with Bandagen

→ Aktuell höchstes „5-lift-Total“ aller Zeiten (seit 1996)